# خشونت جنسی
خشونت جنسی در تمام جهان رخ می‌دهد، گرچه در بیشتر کشورها تحقیقات کمی روی این مسئله انجام شده‌است به خاطر طبیعت خصوصی خشونت جنسی، تخمین میزان گستردگی مسئله مشکل است. تحقیقات در آفریقای جنوبی و تانزانیا نشان می‌دهد که تقریباً یک چهارم زنان خشونت جنسی را از طرف شریک جنسی نزدیکشان تجربه کرده‌اند، و تا یک سوم از دختران بزرگسال اولین تجربه جنسی شان را تحت اجبار گزارش کرده‌اند. خشونت جنسی تأثیر عمیقی بر سلامتی جسم و ذهن دارد. در عین حال که سبب جراحت‌های فیزیکی می‌شود، با خطرات فزاینده‌ای از مشکلات جنسی و تولید مثلی نیز مرتبط می‌شود که پیامدهای فوری و طولانی مدت دارد. تأثیر آن بر سلامتی روان به اندازه تأثیر فیزیکی آن جدی است و ممکن است به همان اندازه طولانی باشد. مرگ‌های پس از خشونت جنسی ممکن است در اثر خودکشی، آلودگی HIV یا قتل باشد – که این یکی یا طی تجاوز جنسی اتفاق می‌افتد یا پس از آن با عنوان قتل ناموسی. خشونت جنسی می‌تواند چهره اجتماعی قربانیان را عمیقاً تحت تأثیر قرار دهد، افراد ترک وطن کنند یا از طرف خانواده و دیگران طرد شوند.
سکس همراه با زور ممکن است خشنودی جنسی ارتکاب‌کننده را به همراه داشته باشد، هرچند هدف نهانی آن اغلب بیان قدرت و تسلط بر فرد تجاوز شده‌است. اغلب، افرادی که با شریک زندگی شان سکس همراه با زور انجام می‌دهند معتقدند که عمل آن‌ها قانونی است به این خاطر که آن‌ها ازدواج کرده‌اند. تجاوز به زنان و مردان اغلب به عنوان اسلحه‌ای در جنگ استفاده می‌شود؛ شکلی از حمله به دشمن، نمونه‌ای از فتح و پست کردن زنان و مردان یا جنگنده‌های اسیر زن و مرد.

## تعریف خشونت جنسی

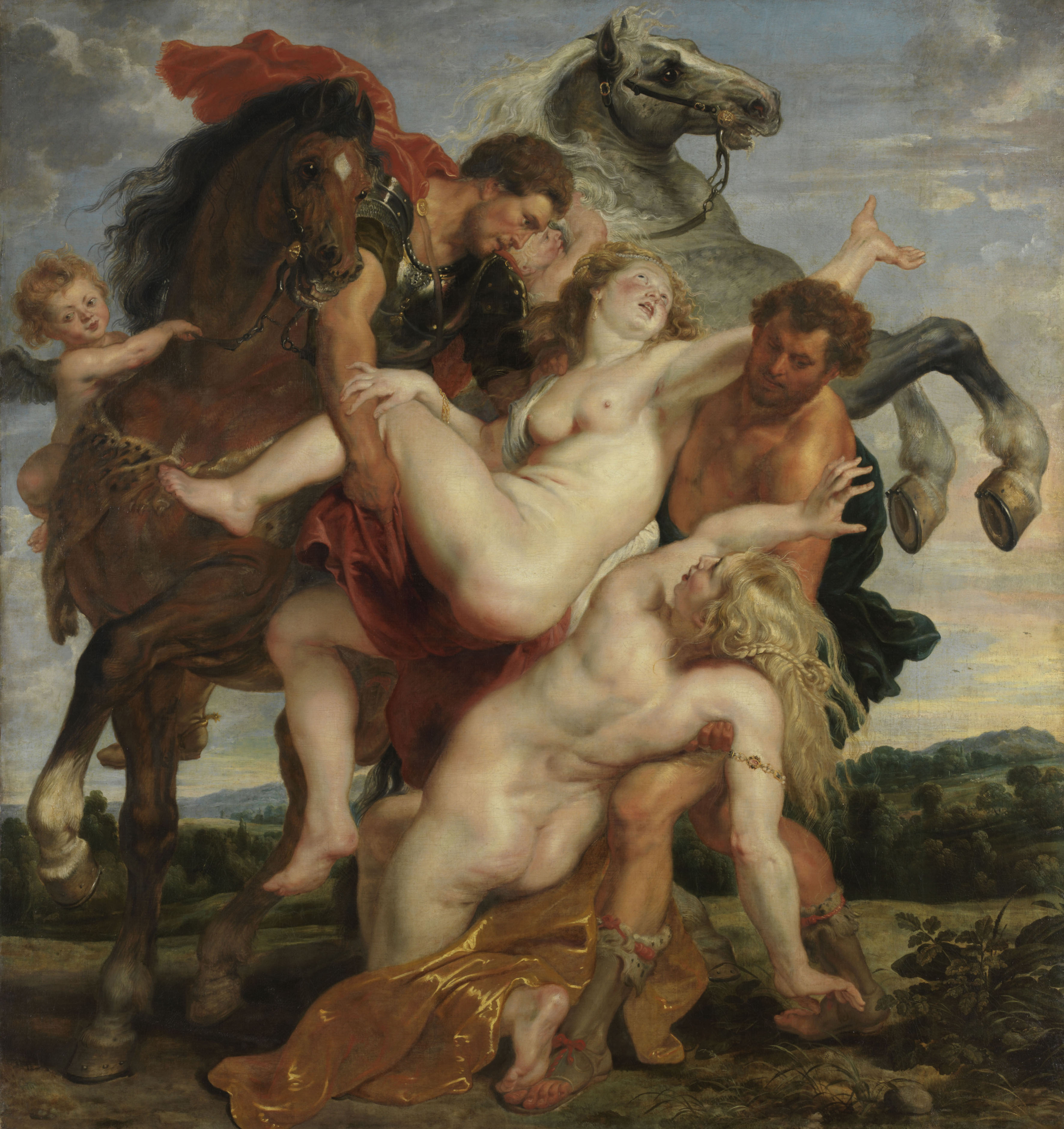
تجاوز به دختران لئوکیپوس

خشونت جنسی به صورت زیر تعریف می‌شود:
هر گونه عمل جنسی، تلاش برای به دست آوردن عمل جنسی، نظرهای ناخواسته یا پیشروی جنسی، یا تجارت جنسی، یا کارهای صورت گرفته دیگری، برخلاف تمایلات جنسی فرد با استفاده از اجبار، توسط هر فرد بدون در نظر گرفتن رابطه خود با قربانی، در هر محیط، شامل خانه و محل کار اما نه محدود به آن.
اجبار می‌تواند تمام طیف درجات زور را دربر گیرد. جدا از اجبار فیزیکی، ممکن است دربرگیرنده ارعاب روانی، باجگیری یا تهدیدهای دیگر باشد –برای مثال تهدید به صدمه جسمی، اخراج از شغل، ندادن شغل مورد درخواست. همچنین ممکن است زمانی رخ دهد که فرد مورد تعرض قادر نباشد رضایت خود را اعلام کند – برای مثال، هنگام مستی، اعتیاد، خواب یا زمانی که از نظر مغزی قادر به فهمیدن شرایطش نیست.
خشونت جنسی شامل تجاوز است، که بعضی آن را اجبار جسمی و بعضی دخول به فرج یا مقعد، با استفاده از آلت تناسلی مرد، اعضای دیگر بدن یا یک شی تعریف می‌کنند. تلاش برای انجام این کار به عنوان اقدام به تجاوز به عنف شناخته شده‌است. تجاوز به یک فرد به‌وسیلهٔ دو یا چند نفر تجاوز گروهی نامیده می‌شود. خشونت جنسی می‌تواند شامل شکل‌های دیگر تجاوز در برگیرنده اندام‌های دیگر جنسی نیز باشد مثل تماس با زور بین دهان و آلت مردانه، فرج یا مقعد.

## انواع و زمینه‌های خشونت جنسی
طیف گسترده‌ای از اعمال جنسی خشونت بار می‌تواند در شرایط و موقعیت‌های مختلف رخ دهد که می‌تواند برای مثال شامل موارد ذیل شود:
- تجاوز توسط افراد ناشناس
- تجاوز در ازدواج یا روابط دوستی رومانتیک
- «تجاوز جنگی» سیستماتیک در زمان نزاع‌های مسلحانه
- توجهات جنسی ناخواسته و مزاحمت‌های جنسی که شامل درخواست سکس در برابر ارائه خدمات می‌شود.
- آزار جنسی افراد ناتوان ذهنی یا جسمی
- آزار جنسی کودکان
- ازدواج یا همزیستی اجباری که شامل ازدواج کودکان می‌شود.
- انکار حق استفاده از وسایل جلوگیری از بارداری یا بهره‌گیری از سایر اقدامات حفاظتی در برابر بیماری‌هایی که از راه تماس جنسی منتقل می‌شوند.
- سقط جنین اجباری
- اعمال خشونت بار در برابر صحت جنسی که شامل قطع آلت تناسلی و بررسی اجباری بکارت می‌شود.
- تن‌فروشی اجباری و قاچاق انسان به منظور استثمار جنسی.

## شدت مشکل
آمار تجاوز چگونه محاسبه می‌شود و تا چه اندازه با شدت مشکل مرتبط هستند:
داده‌های خشونت اجتماعی عموماً از مجاری پلیس، موقعیت‌های بالینی، موسسات غیردولتی و پژوهش‌های پیمایشی حاصل می‌شوند. رابطهٔ میان این منابع و اندازه جهانی مشکل خشونت جنسی می‌تواند به کوه یخ شناور بر آب تشبیه شود (نمودار را ببینید). نوک کوچک قابل مشاهده نمایندهٔ موارد گزارش شده به پلیس است. بخش بزرگتری ممکن است توسط پژوهش پیمایشی و فعالیت موسسات غیردولتی دیده شود؛ ولی در زیر این پوسته، بخش قابل مشاهده ولی اندازه‌گیری نشده‌ای از مشکل باقی می‌ماند. به صورت کلی، خشونت جنسی بخشی است که در پژوهش‌ها مورد بی‌توجهی قرار گرفته‌است. داده‌های در دسترس اندک و پراکنده هستند. برای مثال، داده‌های پلیس معمولاً ناقص و محدود است. بسیاری از مردم خشونت جنسی را به پلیس گزارش نمی‌کنند زیرا از آن شرمنده هستند یا از اینکه مورد سرزنش قرار بگیرند، باور نشوند یا به نحو دیگری مورد بدرفتاری قرار بگیرند، هراس دارند. از سوی دیگر، داده‌های کلینیک‌های درمانی-قضایی می‌تواند به سمت حوادث خشونت بارتر آزار جنسی متمایل باشند.
َشمار مردمی که از خدمات درمانی برای مشکلات فوری مربوط به خشونت جنسی استفاده می‌کنند نیز تقریباً اندک است. گرچه پیشرفت‌های چشم‌گیری در دههٔ گذشته در اندازه‌گیری این رخداد از طریق پژوهش‌های پیمایشی وجود داشته‌است، تعاریفی مورد استفاده در تحقیقات مختلف به‌طور قابل ملاحظه‌ای متفاوت بوده‌است. همچنین در فرهنگ‌های مختلف در تمایل به افشای خشونت جنسی نزد پژوهشگران تفاوت‌های معناداری وجود دارد. در نتیجه احتیاط در مقایسه‌های جهانی در مورد شیوع خشونت جنسی لازم است.
WHO مطالعه‌ای بر روی داده‌های در دسترس و تحقیقات جهانی انجام داد تا وسعت این مسئله را اندازه بگیرد و گزارشی یک فصلی به نام «خشونت جنسی» را به عنوان بخشی از «گزارش جهانی پیرامون خشونت و سلامتی» ۲۰۰۲ منتشر کرد. گزارش بیان می‌کند که احتمالاً یکی از هر چهار زن از سوی شریک جنسی خود خشونت جنسی را تجربه خواهد کرد و یکی از هر سه دختر گزارش می‌کنند که اولین تجربهٔ جنسی آن‌ها اجباری بوده‌است. داده‌های پژوهش که در سالهای تقویمی دههٔ ۱۹۹۰ گرفته شد نشان داد که زنان دنیا در شهرهای خاصی گزارش‌های فراوانی از آزار جنسی کرده‌اند. در یک دوره ۱۲ ماهه، ۸٪ از زنان در ریودوژانیرو، برزیل. ۴٫۵٪ در کامپالا، اوگاندا. ۵٫۸٪ در بوینس آیرس، آرژانتین گزارش آزار جنسی دادند. این نرخ‌ها در طول زمان مشکلی به مراتب بزرگتر را نشان می‌دهند. از ۱۹۸۹ تا ۲۰۰۰، گزارش جرم جنسی علیه ۷٫۷٪ از زنان در ایالات متحده، ۲۳٪ در شمال لندن، بریتانیا، ۲۹٫۹٪ در بانکوک، ۱۵٫۳٪ در تورنتو، کانادا انجام شد. بیش از ۴۰٪ از زنان در قسمت‌هایی از مکزیک و پرو در طول این دوره گزارش خشونت جنسی کردند. در میان کشورهای بررسی شده، فنلاند به دلیل پایین‌تر نرخ-۵٫۹٪ برجسته شد.

## فاکتورهای مرتبط با قربانی خشونت جنسی شدن
توضیح خشونت جنسی به خاطر فرم‌های و زمینه‌ها ی چندگانه‌ای که در آن رخ می‌دهد دشوار است. هم پوشانی قابل ملاحظه‌ای میان فرم‌های خشونت جنسی و خشونت شریک جنسی وجود دارد. فاکتورهایی وجود دارد که ریسک اینکه فردی مجبور به سکس شود را افزایش می‌دهند، فاکتورهایی که ریسک اینکه کسی سکس را بر دیگری تحمیل کند و فاکتورهایی در محیط اجتماعی که شامل دوستان و خانواده می‌شود و احتمال تجاوز و واکنش به آن را تحت تأثیر قرار می‌دهند.
پژوهش‌ها اظهار می‌دارند که فاکتورهای گوناگونی هستند که تأثیر افزایشی دارند، در نتیجه هر چه فاکتورهایی بیشتری حضور داشته باشند احتمال خشونت جنسی افزایش پیدا می‌کند. به علاوه، یک فاکتور خاص می‌تواند در برهه‌های مختلف زندگی اهمیت متفاوتی داشته باشد.

## فاکتورهایی که ریسک ارتکاب به تجاوز را در مردان افزایش می‌دهد
داده‌ها در مورد مردانی که از لحاظ جنسی خشن هستند تا حدودی محدود و به شدت به سمت متجاوزین در بند تمایل دارد، جز در آمریکا که تحقیق بر روی دانشجویان کالج‌ها نیز انجام می‌شود. با وجود داده‌های اندک در مورد مردانی با رفتارهای جنسی خشونت بار، به نظر می‌رسد که خشونت جنسی تقریباً در همهٔ کشورها (گرچه با تفاوت در میزان شیوع)، در همهٔ گروه‌های اجتماعی-اقتصادی و در تمام رده‌های سنی از کودکی به بالا یافت می‌شود. داده‌ها پیرامون مردانی با رفتارهای خشونت بار جنسی همچنین نشان می‌دهد که اکثر آن‌ها اعمالشان را بر زنانی تحمیل می‌کنند که می‌شناسند.
در میان فاکتورهایی که ریسک ارتکاب تجاوز را در مرد افزایش می‌دهد، نگرش‌ها و باورها و همچنین رفتارهایی قرار دارند که از اوضاع و شرایطی ناشی می‌شوند که فرصت و پشتیبانی برای آزار و اذیت فراهم می‌کند